# Associazione Sportiva Siracusa 1946-1947
Questa voce raccoglie le informazioni riguardanti l'Associazione Sportiva Siracusa nelle competizioni ufficiali della stagione 1946-1947.

## Rosa
| N. |                   | Ruolo | Calciatore       |
| -- | ----------------- | ----- | ---------------- |
|    | Italia (bandiera) | P     | S. Nobile        |
|    | Italia (bandiera) | P     | Remo Peroncelli  |
|    | Italia (bandiera) | P     | Tragella         |
|    | Italia (bandiera) | D     | Fernando Casuzzi |
|    | Italia (bandiera) | D     | Vincenzo Troiano |
|    | Italia (bandiera) | D     | G. Vinci         |
|    | Italia (bandiera) | D     | Giuseppe Viverit |
|    | Italia (bandiera) | C     | U. Ambrogio      |
|    | Italia (bandiera) | C     | Armando Correnti |
|    | Italia (bandiera) | C     | Adelio Fiore     |
|    | Italia (bandiera) | C     | Guido Manfré     |
|    | Italia (bandiera) | C     | Guido Mazzetti   |

| N. |                   | Ruolo | Calciatore        |
| -- | ----------------- | ----- | ----------------- |
|    | Italia (bandiera) | C     | Giacomo Mele      |
|    | Italia (bandiera) | C     | Mario Pala        |
|    | Italia (bandiera) | C     | Bruno Ziz         |
|    | Italia (bandiera) | A     | Guglielmo Busoni  |
|    | Italia (bandiera) | A     | Salvatore Cambisi |
|    | Italia (bandiera) | A     | Dario Carussio    |
|    | Italia (bandiera) | A     | Luciano Cavaleri  |
|    | Italia (bandiera) | A     | Angelo Chiarenza  |
|    | Italia (bandiera) | A     | Dandolo Flumini   |
|    | Italia (bandiera) | A     | Calogero Nobile   |
|    | Italia (bandiera) | A     | G. Rizzo          |
|    | Italia (bandiera) | A     | Antonino Salvo    |

## Statistiche

### Statistiche di squadra
| Competizione | Punti | In casa | In casa | In casa | In casa | In casa | In casa | In trasferta | In trasferta | In trasferta | In trasferta | In trasferta | In trasferta | Totale | Totale | Totale | Totale | Totale | Totale | DR  |
| Competizione | Punti | G       | V       | N       | P       | Gf      | Gs      | G            | V            | N            | P            | Gf           | Gs           | G      | V      | N      | P      | Gf     | Gs     | DR  |
| ------------ | ----- | ------- | ------- | ------- | ------- | ------- | ------- | ------------ | ------------ | ------------ | ------------ | ------------ | ------------ | ------ | ------ | ------ | ------ | ------ | ------ | --- |
| Serie B      | 29    | 16      | 11      | 4       | 1       | 25      | 9       | 16           | 1            | 1            | 14           | 12           | 40           | 32     | 12     | 5      | 15     | 37     | 49     | -12 |
| Totale       | -     | 16      | 11      | 4       | 1       | 25      | 9       | 16           | 1            | 1            | 14           | 12           | 40           | 32     | 12     | 5      | 15     | 37     | 49     | -12 |

### Statistiche dei giocatori
| Giocatore     | Divisione Nazionale | Divisione Nazionale |
| Giocatore     | Presenze            | Reti                |
| ------------- | ------------------- | ------------------- |
| S. Nobile     | 2                   | -?                  |
| R. Peroncelli | 29                  | -?                  |
| Tragella      | 1                   | -?                  |
| F. Casuzzi    | 29                  | ?                   |
| V. Troiano    | 1                   | ?                   |
| G. Vinci      | 1                   | ?                   |
| G. Viverit    | 3                   | ?                   |
| U. Ambrogio   | 12                  | ?                   |
| A. Correnti   | 23                  | ?                   |
| A. Fiore      | 28                  | ?                   |
| G. Manfré     | 23                  | ?                   |
| G. Mazzetti   | 23                  | ?                   |
| G. Mele       | 25                  | ?                   |
| M. Pala       | 30                  | ?                   |
| B. Ziz        | 17                  | ?                   |
| G. Busoni     | 4                   | ?                   |
| S. Cambisi    | 1                   | ?                   |
| D. Carussio   | 1                   | ?                   |
| L. Cavaleri   | 22                  | ?                   |
| A. Chiarenza  | 15                  | ?                   |
| D. Flumini    | 29                  | ?                   |
| C. Nobile     | 11                  | ?                   |
| G. Rizzo      | 21                  | ?                   |
| R. Salvo      | 1                   | ?                   |